# Zdobycz wojenna

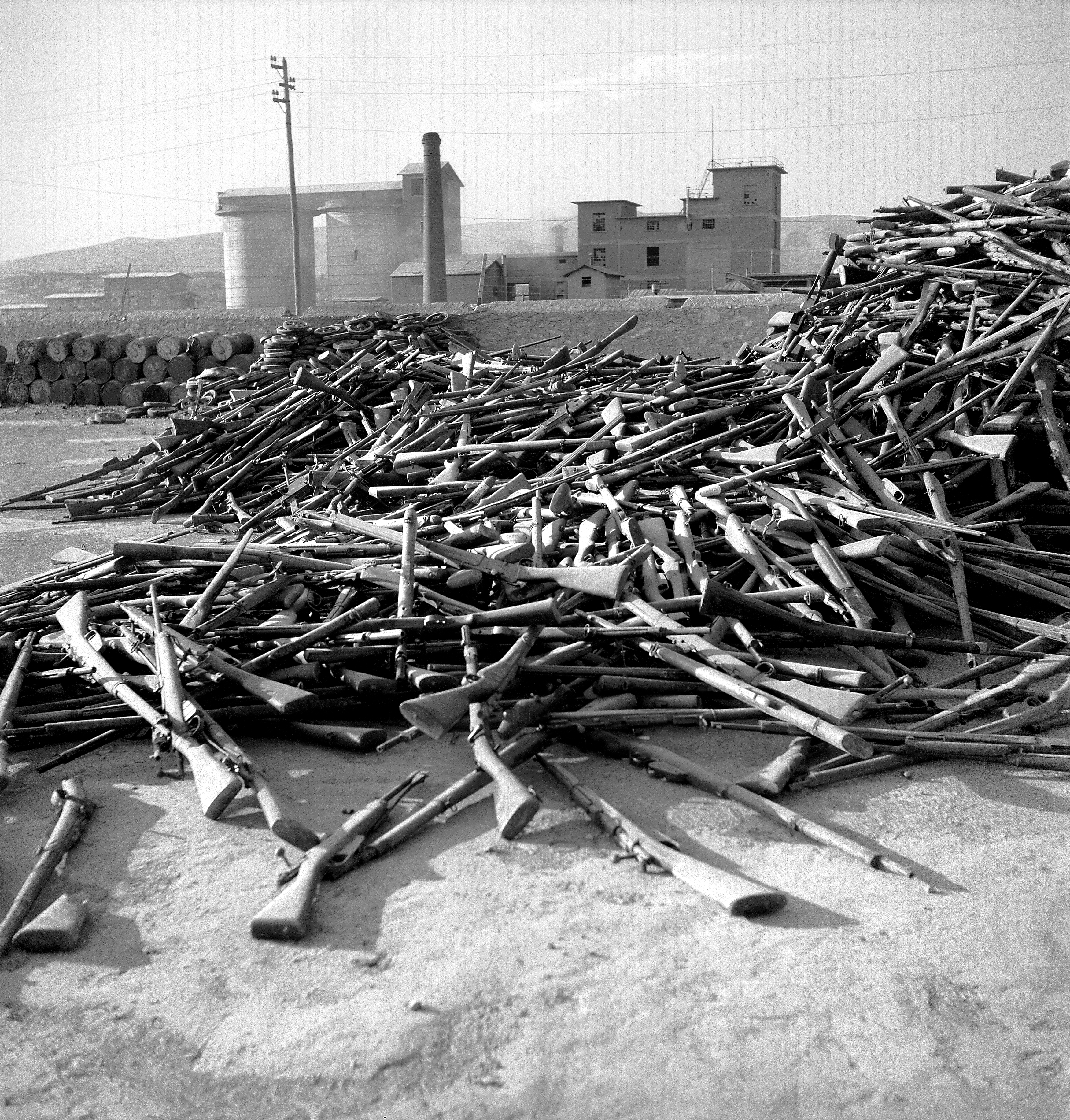
Zdobyte na przeciwniku karabiny (legalna zdobycz wojenna)

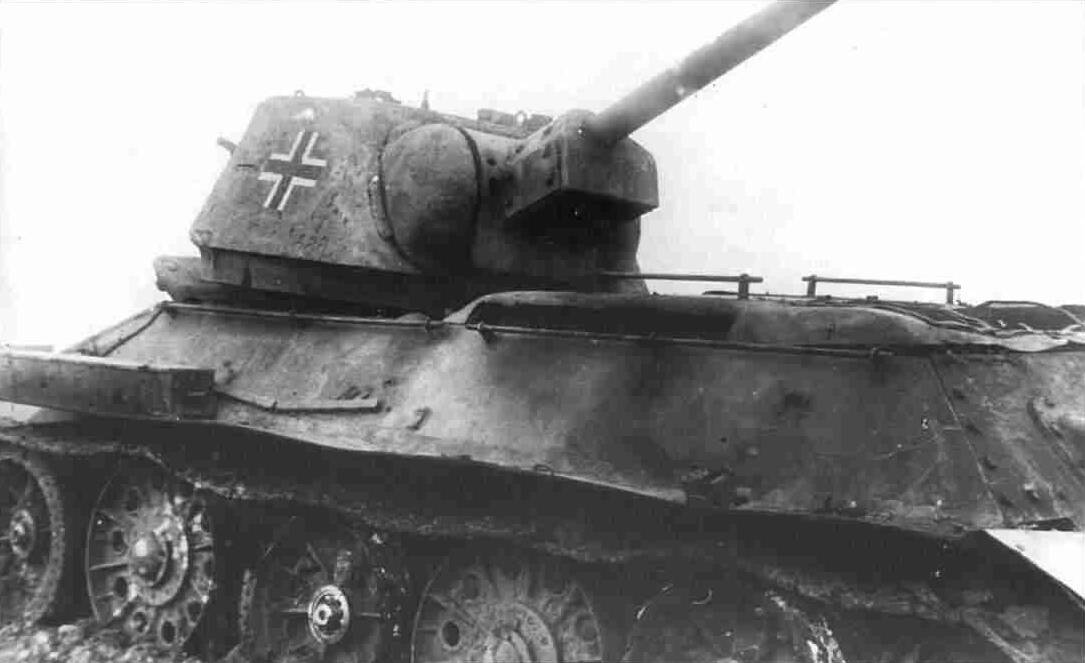
Radziecki czołg T-34 przejęty i użytkowany przez Wehrmacht (legalna zdobycz wojenna)

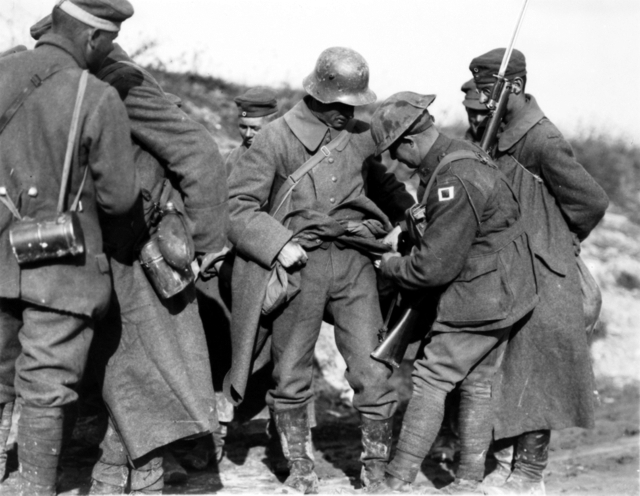
Żołnierz okradający jeńca z rzeczy osobistych (spontaniczny rabunek – nielegalna zdobycz wojenna)

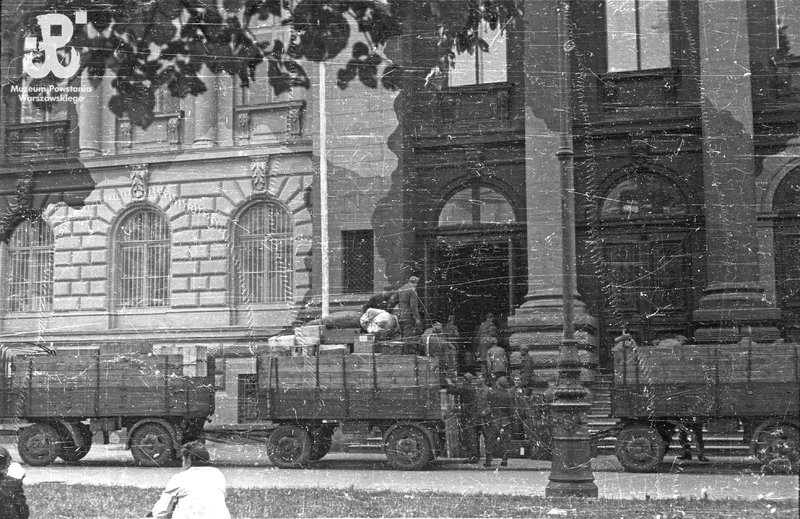
Grabież zbiorów Galerii Zachęty (planowany odgórnie rabunek dóbr kultury – nielegalna zdobycz wojenna)

Zdobycz wojenna (łup wojenny, trofea) – dobra materialne uzyskane w okresie wojennym, zwykle przez personel wojskowy na terytoriach podbitych lub okupowanych. Kwestia pozyskiwania zdobyczy wojennych jest ściśle regulowana przez prawo konfliktów zbrojnych i w przypadku stosowania się do jego zapisów jest działaniem w pełni legalnym. W praktyce pozyskiwanie zdobyczy wojennych często przybiera formę spontanicznych lub planowanych odgórnie rabunków stanowiących pogwałcenie prawa wojennego.

## Historia
Tradycyjnie zwycięzca konfliktu zbrojnego miał sposobność dokonania grabieży terytoriów podbitych lub okupowanych. W niektórych przypadkach grabieże takie były widziane jako oczywiste uzupełnienie niskiego żołdu żołnierzy, a także jako metoda zdobywania żywności i furażu (zobacz też plan głodowy). Do zdobyczy niekiedy zaliczano także jeńców i niewolników (zobacz też jasyr). W społeczeństwach praktykujących kanibalizm, do zdobyczy wojennej mogło być także zaliczone mięso ludzkie. W specyficznych sytuacjach rabunek może być dokonany przez wojska własne lub sprzymierzone, np. rabunek Kongresówki przez wycofującą się Armię Imperium Rosyjskiego w 1915, a także jednostki paramilitarne, np. partyzantów (znacząca część wyposażenia Armii Krajowej pochodziła ze zdobyczy wojennych).
Obietnice zdobyczy wojennych często motywowały żołnierzy, jednak w pewnych sytuacjach mogło to mieć negatywne skutki uboczne dla rabujących wojsk – od zniszczeń infrastruktury (spalone miasta) i wrogości lokalnej ludności aż do przegranych bitew, gdy żołnierze skoncentrowali się na rabunku zamiast na walce.
W okresie II wojny światowej zarówno III Rzesza, jak i Związek Radziecki przeprowadzały szeroko zakrojone akcje grabieży, obejmujące m.in. terytorium Polski (zob. m.in. grabież polskich dóbr kultury w czasie II wojny światowej).
Idea zdobyczy wojennej jest tak stara jak wojna, jednak z biegiem czasu pojawiły się narodowe i międzynarodowe zwyczaje i prawa regulujące zdobycz wojenną. W czasach nowożytnych zdobycz wojenna jest częściowo regulowana przez prawo konfliktów zbrojnych (m.in. konwencje haskie i konwencje genewskie). Obecnie rabunek własności prywatnej jest niedopuszczalny, przejęcie własności publicznej może być dopuszczalne w zależności od sytuacji, zwłaszcza dopuszcza się zabór własności wojskowej strony przeciwnej, czyli przejmowanie uzbrojenia, amunicji, zaopatrzenia itp. (p. niżej).
Zdarza się, że broń jest projektowana z góry do wykorzystania zdobycznej amunicji; w okresie II wojny światowej Stany Zjednoczone zaprojektowały i produkowały broń wykorzystującą amunicję niemiecką (pistolet maszynowy UD42 wykorzystujący nabój 9 × 19 mm Parabellum), a później w okresie zimnej wojny podobną ideę przedstawiał karabin automatyczny SR-47 wykorzystujący nabój 7,62 × 39 mm wz. 43 AK-47.

## Prawo międzynarodowe i polskie
- IV Konwencja haska Art. 53. Armja, zajmująca daną miejscowość, może rekwirować tylko gotówkę, fundusze i obligi dłużne (papiery wartościowe), stanowiące własność państwową oraz składy broni, środki transportowe, magazyny i zapasy zaprowiantowania i wogóle wszelki ruchomy majątek państwa, mogący służyć do celów wojennych. Wszystkie środki, stosowane na lądzie, morzu i w powietrzu celem przenoszenia wiadomości, przewożenia osób i rzeczy poza wypadkami, podpadającemi pod prawo morskie, składy broni i wogóle wszelki rodzaj amunicji wojennej, mogą być zarekwirowane nawet gdy stanowią własność osób prywatnych, ale podlegają zwrotowi, odszkodowania zaś uregulowane będą po zawarciu pokoju[11].

- Regulamin wojny lądowej 1899 i 1907 art. 4. 3: Wszystko, co stanowi ich (jeńców) własność osobistą, z wyjątkiem broni, koni i papierów wojskowych, pozostaje ich własnością. Art. 23 g) zabrania niszczyć lub zagarniać własność nieprzyjaciela, oprócz wypadków, gdy takiego zniszczenia lub zagarnięcia wymaga konieczność wojenna. Art. 28 zabrania wydawania na łup miast lub miejsc nawet zdobytych szturmem. Art. 46  Honor i prawa rodzinne, życie jednostek i własność prywatna, jak również przekonania religijne i wykonywanie obrządków religijnych, winny być uszanowane. Własność prywatna nie podlega konfiskacie. Art. 47  Rabunek jest formalnie zakazany. Artykuły 48 – 54 regulują rekwizycje. Art. 55  Państwo okupujące uważać się będzie jedynie za administratora i użytkownika gmachów publicznych, nieruchomości, lasów i rolnych gospodarstw, należących do państwa nieprzyjacielskiego, a znajdujących się w kraju okupowanym. Państwo to winno ochraniać wartość tych majątków i rządzić nimi zgodnie z zasadami użytkowania. Art. 56  Własność gmin, instytucji kościelnych, dobroczynnych i naukowych, chociażby należących do państwa, będą traktowane jako własność prywatna. Wszelkie zajęcie, zniszczenie lub rozmyślna profanacja instytucji tego rodzaju, pomników historycznych, dzieł sztuki i nauki, są zabronione i winny być karane[11].

- Konwencja genewska o jeńcach 1949 art. 18: Wszystkie rzeczy i przedmioty osobistego użytku, z wyjątkiem broni, koni, sprzętu wojskowego i dokumentów wojskowych, pozostawione będą w posiadaniu jeńców wojennych, jak również hełmy metalowe, maski przeciwgazowe i wszystkie inne przedmioty, które dano im dla ochrony osobistej. Pozostaną również w ich posiadaniu rzeczy i przedmioty, służące do ich ubrania i wyżywienia, nawet jeżeli należą one do ich oficjalnego ekwipunku wojskowego. Zabronione jest odbieranie dokumentów tożsamości, dystynkcji wojskowych czy odznaczeń. Pieniądze mogą być przelane za pokwitowaniem na konto jeńca a przedmioty wartościowe oddane na przechowanie i zwrócone po zwolnieniu z niewoli[12]. Wcześniej podobnie głosiła Konwencja genewska o jeńcach 1929 w art. 6[13].

- Statut Międzynarodowego Trybunału Karnego w art. 8. 2 Dla celów niniejszego statutu „zbrodnie wojenne” oznaczają:

(a) (...) (iv) poważne zniszczenia i przywłaszczania mienia, nieusprawiedliwione koniecznością wojskową i dokonywane bezprawnie i samowolnie
(b) (...) (xiii) niszczenie lub zagarnianie własności nieprzyjaciela, z wyjątkiem przypadków, gdy takiego zniszczenia lub zagarnięcia wymaga konieczność wojenna
- Kodeks karny (1969) art. 125 § 1. Kto, na obszarze okupowanym, zajętym lub na którym toczą się działania zbrojne, naruszając prawo międzynarodowe, niszczy, uszkadza, zabiera lub przywłaszcza mienie albo dobro kultury, podlega karze pozbawienia wolności od roku do lat 10. § 2. Jeżeli czyn dotyczy mienia znacznej wartości albo dobra o szczególnym znaczeniu dla kultury, sprawca podlega karze pozbawienia wolności na czas nie krótszy od lat 3. Art. 126 a) za nawoływanie lub publiczne pochwalanie do takich czynów grozi kara pozbawienia wolności od 3 miesięcy do lat 5. Art. 126 b) tolerowanie takich czynów przez przełożonego karane jest na równi z popełnieniem.